# الكوة

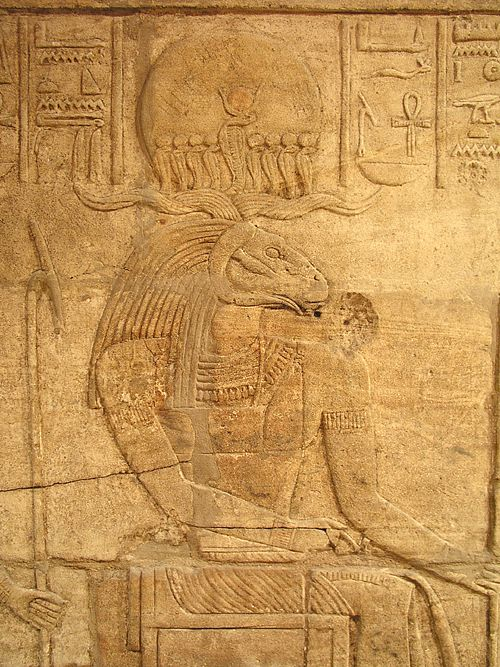
نحت بارز للإله امون رع من منطقة الكوة

كوة (Kawa) أو الكوة تقع في الولاية الشمالية وإلى الشرق من دنقلا التاريخية

## خلفية تاريخية
كانت المدينة أحد أهم المواقع التاريخية للحضارة النوبية التي يرجع تاريخها ربما للدولة المصرية الوسطى خاصة بعد العثور على لقب سنَّو الذي يرجع لتلك الفترة ، وقد شهدت بناء معابد الإله آمون بواسطة الفرعون أمنحتب الثالث ثم الفرعون توت عنخ آمون ثم الملوك الكوشيين ابتداءً من الملك طهارقة والملوك الذين تبعوه.

## أبرز المعالم
يشتمل الموقع على معبد يرجع تاريخ بنائه إلى الدولة المصرية الحديثة أضاف إليه الملك طهارقة أحد ملوك مملكة نبتة بعض الإضافات.
قام الملك تهارقو بإنشاء معبد جديد وأهداه للإله آمون رع جم أتون ، وهو من أجمل المعابد على الإطلاق ، بني من الحجر وطليت جدرانه بالذهب وترك فيه الملك تهارقو خمسة ألواح توضح الحالة التي كانت عليها بلاد كوش. كما وجد بعبد آخر أهدي لإله النيل أنوكيس بناه الملك شباكو.
قام الملك أنلماني بإيداع هذا المعبد أحد ألواحه التي تبين أنه قام بتعيين كاهن ثالث للمعبد. وكذلك فعل الملك أماني نتي يركي بأن ترك نقش حائطي على المعبد.